# Каналис, Элизабетта
Элизабетта Каналис (итал. Elisabetta Canalis, 12 сентября 1978, Сассари, Сардиния, Италия) — итальянская модель, телеведущая и актриса.

## Биография
Родители — Чезаре (радиолог в университетской клинике Сассари) и Бруна (преподаватель), брат Луиджи.
Училась в классической средней школе Адзуни в Сассари. После её окончания уехала из Сардинии и переехала в Милан, чтобы изучать иностранные языки в местном университете.

## Карьера
Карьера в шоу-бизнесе началась в 1999-м с телешоу «Ленте новостей», весьма удачно прошедшего на итальянском телевидении. Затем последовал ряд работ в телесериалах, рекламных роликах и ток-шоу.

## Личная жизнь
В итальянской прессе не раз мелькали слухи о романах модели. В том числе с футболистом Дидье Дрогба и португальским футбольным тренером Жозе Моуринью. С июня 2009 года по июнь 2011 Каналис встречалась с американским актёром Джорджем Клуни.
С 14 сентября 2014 года Элизабетта замужем за хирургом-ортопедом Брайаном Перри. У супругов есть дочь — Скайлер Эва Перри (род. 29 сентября 2015).

## Галерея

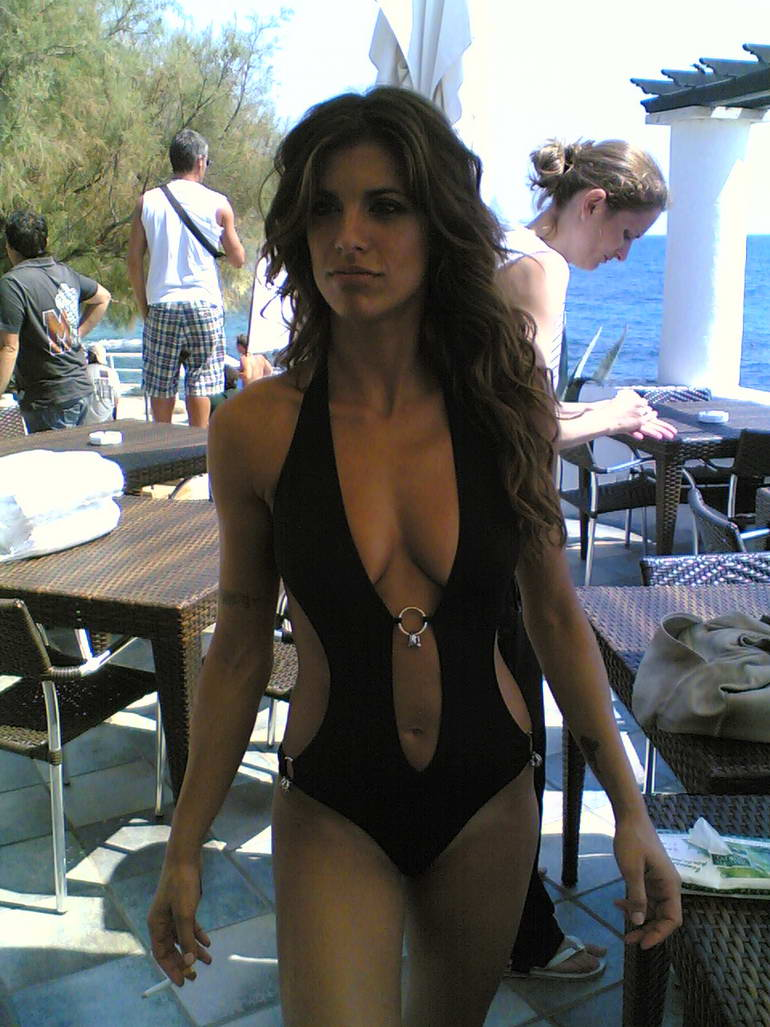
Элизабетта Каналис в Капальбио, 2007
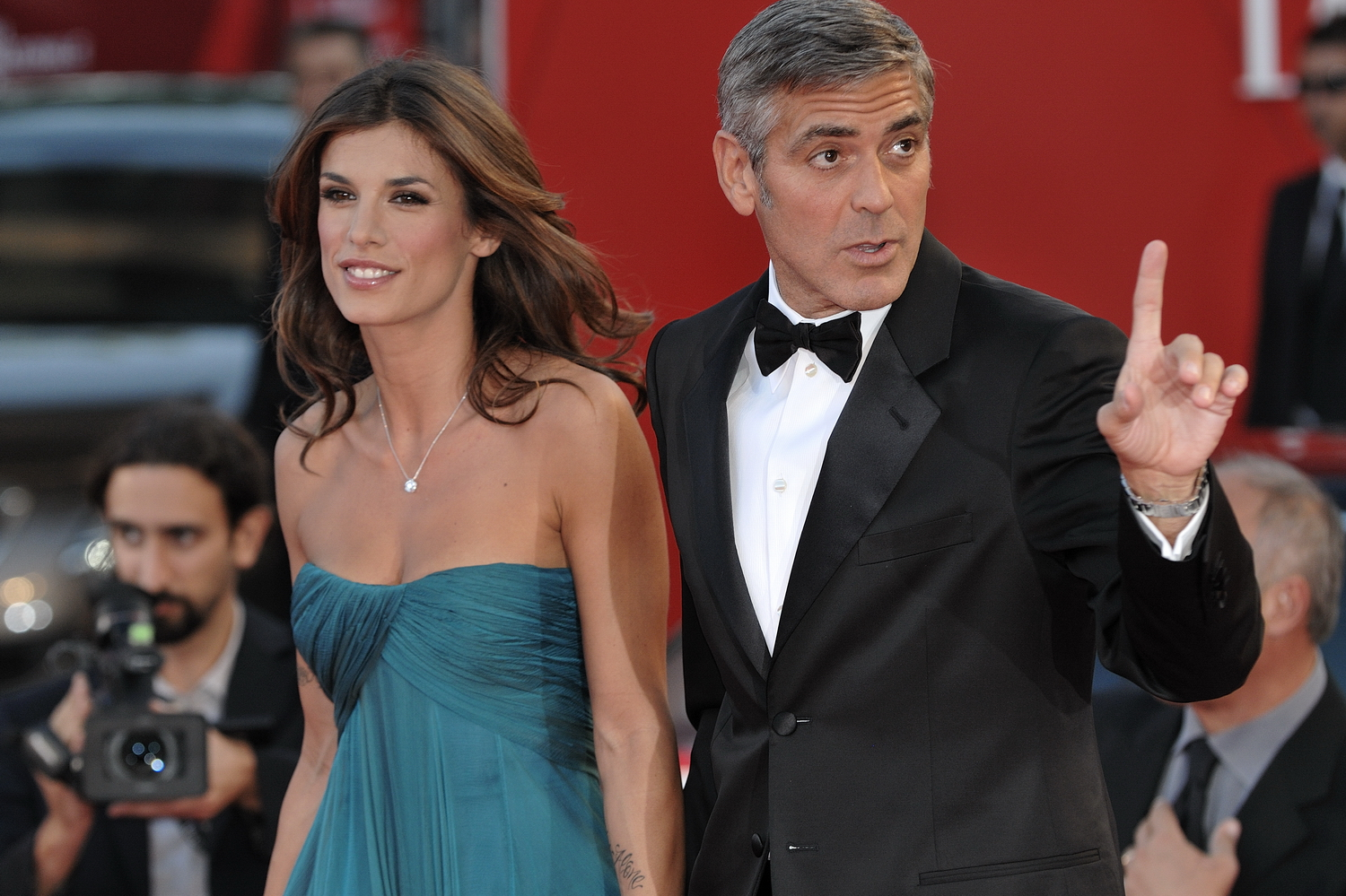
Элизабетта Каналис и Джордж Клуни на Венецианском кинофестивале, 07/09/2009
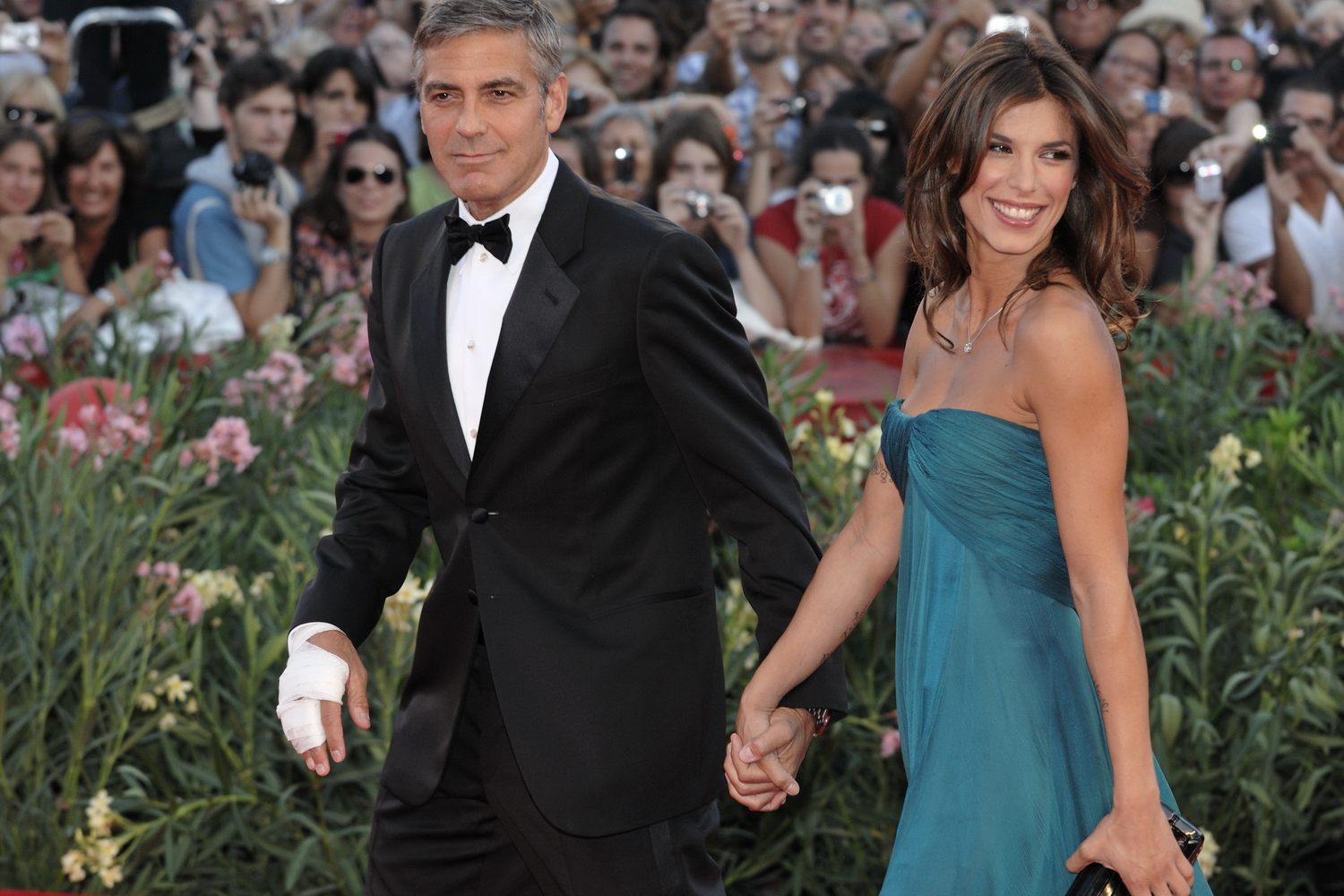
07/09/2009